# Torrino
Torrino è la ventisettesima zona di Roma nell'Agro romano, indicata con Z. XXVII.
Il toponimo indica anche la zona urbanistica 12C del Municipio Roma IX di Roma Capitale.

## Geografia fisica

### Territorio
Si trova nell'area sud della città, a ridosso ed internamente al Grande Raccordo Anulare, tra la via del Mare a ovest e via Cristoforo Colombo e via Pontina a est.
La zona confina:
- a nord-est con il quartiere Q. XXXII Europa[1]
- a est con la zona Z. XXIV Fonte Ostiense[2]
- a sud con le zone Z. XXVIII Tor de' Cenci[3] e Z. XXXI Mezzocammino[4]
- a ovest con la zona Z. XXXIX Tor di Valle[5]

## Monumenti e luoghi d'interesse

### Architetture civili
- Quartiere INCIS Decima. Complesso edilizio INCIS del XX secolo (1960-65).

Edifici progettati dagli architetti Vittorio Cafiero, Ignazio Guidi, Adalberto Libera e altri, coordinati da Luigi Walter Moretti.
- Complesso per uffici a Casal Grottoni, su via Sciangai. Edifici del XX secolo (1992-95). 41.809592°N 12.426461°E

Edifici progettati dall'architetto Tommaso Valle. Sede della IBM.
- Eurosky Business Park, su viale dell'Oceano Pacifico, viale Giorgio Ribotta. Complesso di sette edifici direzionali, due residenziali e uno commerciale del XXI secolo.
  - Torre Eurosky, su viale Giorgio Ribotta. Grattacielo residenziale.
  - Torre Europarco, su viale Giorgio Ribotta. Grattacielo per uffici.
  - Euroma 2, su viale dell'Oceano Pacifico. Centro commerciale.

### Architetture religiose
- Chiesa di Santa Maria del Carmelo, su piazza Beata Vergine del Carmelo. Chiesa del XX secolo.
- Chiesa di Santa Maria Mater Ecclesiae, su piazzale Cina. Chiesa del XX secolo.
- Chiesa di Santa Maria Mater Ecclesia a Tor di Valle, su via Romualdo Chiesa. Chiesa del XX secolo. 41.818065°N 12.443611°E
- Istituto Suore Francescane Missionarie del Cuore Immacolato di Maria dette di Egitto, su via Caterina Troiani. Convento-chiostro con cappella del XX secolo. 41.811297°N 12.449746°E
- Chiesa di Santa Maria Stella dell'Evangelizzazione, su via Amsterdam. Chiesa del XXI secolo.
- Chiesa di San Giovanni Battista de La Salle, su via dell'Orsa Minore. Chiesa del XXI secolo.

### Siti archeologici
- Villa del Torrino (sito 10), sulla via Ostiense. Villa rustica del I secolo a.C.[8]
- Villa del Torrino (sito 8), sulla via Ostiense. Villa residenziale del I secolo a.C.[9]

### Aree naturali
- Giardino Armando Spatafora.

Chiamato dai residenti “Il casale” 41.820466°N 12.453099°E
- Giardino dei Pianeti. 41.816398°N 12.445143°E
- Parco Adelaide Coari. 41.81263°N 12.442845°E

## Cultura

### Scuole
- Scuola Primaria "Via Lione"
- Istituto Comprensivo "Orsa Maggiore" (infanzia, primaria, secondaria di primo grado)
- Istituto Comprensivo "Matteo Ricci" (infanzia, primaria, secondaria di primo grado)
- Istituto Comprensivo "Fiume Giallo - Mezzocammino" (infanzia, primaria, secondaria di primo grado)
- Istituto Comprensivo "Santa Chiara" (infanzia, primaria, secondaria di primo grado)
- Scuola Media "Jacopo Ruffini"
- Scuola Media "Leonardo Da Vinci"
- Scuola Media "Bachelet"
- Scuola Elementare "G. Pallavicini"
- Liceo Scientifico Statale "S. Cannizzaro"
- Liceo Artistico Statale "M. Mafai / Caravaggio"

### Teatro
- Teatro del Torrino, su via Sciangai. 41.808041°N 12.430717°E

## Geografia antropica

### Urbanistica
Nel territorio di Torrino si estende l'omonima zona urbanistica 12C.
La zona, detta nel gergo degli agenti immobiliari "EUR Torrino", è caratterizzata prevalentemente da abitazioni civili. Vi si trovano supermercati, impianti sportivi, chiese cattoliche e la sede della Direzione Provinciale II di ROMA - Ufficio Territoriale ROMA 6 dell'Agenzia delle Entrate, la sede operativa della Camera di Commercio.
Inoltre, ci sono un cinema multisala (Stardust Village) e gli uffici della Dell, della ORACLE, della Microsoft, dell'IBM e della Vodafone.
Il 23 giugno 2008, nell'area Castellaccio, all'angolo fra via Cristoforo Colombo e viale dell'Oceano Pacifico, è stato inaugurato un nuovo centro commerciale, denominato "Euroma 2", facente parte dell'Eurosky Business Park, nel quale sono compresi anche il grattacielo residenziale Eurosky, alto 155 m, e la Torre Europarco, alta 120 m e destinata ad ospitare uffici.

### Odonimia
La zona presenta una odonomastica a tematiche diverse.
Con via di Decima (tenuta), piazzale Ezio Tarantelli (vittima del terrorismo) e un tratto di via Cristoforo Colombo e di via Ostiense, le aree tematiche sono:
Medaglie d'oro e d'argento al valor militare
- Edmondo Bruno Arnaud, Achille Barilatti, Mario Batà, Michele Boccassini, Otello Boccherini, Bruno Brandellero
- Inigo Campioni, Romualdo Chiesa, Francesco De Gregori, Gustavo Fara, Giuseppe Felici, Sergio Forti, Gino Fruschelli
- Enrico Giachino, Gastone Giacomini, Azolino Hazon, Domenico Jachino, Giorgio Labò, Giuseppe Lopresti, Roberto Lordi
- Sabato Martelli Castaldi, Luigi Mascherpa, Clinio Misserville, Mario Mona, Carlo Moneta, Fermo Ognibene
- Giuseppe Perego, Michelangelo Peroglio, Aldo Pini, Ugo Pizzarello, Domenico Quaranta, Efrem Reatto, Mario Ruffini
- Camillo Sabatini, Domenico Sansotta, Ercolino Scalfaro, Giovanni Soncelli, Vincenzo Ugo Taby, Renato Togni, Fulvio Tomassucci
- Leonardo Umile, Francesco Vannetti Donnini, Adolfo Vigorelli, Ildebrando Vivanti, Ignazio Vian

Medici
- Luigi Condorelli, Severino Delogu, Giovanni L'Eltore, Giorgio Ribotta, Paride Stefanini

Religione e religiosi
- Beata Vergine del Carmelo
- Don Pasquino Borghi, S. Andrea Corsini, Padre Giovanni Antonio Filippini, Padre Angelo Paoli, Caterina Troiani

Mondo cinese
Con via e piazzale Cina, via della Seta e via dei Bambù, troviamo:
- Canton, Nanchino, Pechino, Sciangai
- Grande Muraglia, Pagoda Bianca, Tempio del Cielo
- Fiume Azzurro, Fiume Bianco, Fiume Giallo, Fiume delle Perle, Mar della Cina
- Deserto di Gobi, Monte dei Nove Draghi, Monte di Tai

Città europee
Con viale Città d'Europa troviamo:
- Amsterdam, Avignone, Berna, Bilbao, Bonn, Budapest, Copenaghen, Edimburgo, Helsinki
- Lione, Malaga, Oslo, Praga, Rotterdam, Salisburgo, Siviglia, Sofia, Stoccolma, Tirana, Tolosa

Città extra-europee
- Bombay, Calcutta, Madras, Durban, Maputo, Singapore

Astronomia
Con il giardino dei Pianeti troviamo:
- Astri, Comete, Costellazioni, Orsa Maggiore, Orsa Minore, Sole
- Pianeta Giove, Pianeta Mercurio, Pianeta Saturno, Pianeta Terra, Pianeta Urano, Pianeta Venere

Mari
Con un tratto di via del Mare, che conduce al mar Tirreno, troviamo:
- Egeo, Oceano Indiano, Oceano Pacifico

## Infrastrutture e trasporti
|  | È raggiungibile dalle stazioni: Tor di Valle e EUR Magliana. |

## Sport

### Calcio
- Torrino Calcio Associazione Sportiva Dilettantistica che milita nel campionato nazionale maschile di Promozione.
- A.S.D. Campus Eur 1960 che, nel campionato 2019-20, milita nel campionato maschile di Eccellenza.[10]
- RTS Queens società di calcio situata al centro sportivo Melli.

### Pallacanestro
- Algarve Roma Torrino che nel 2021-2022 milita nel campionato maschile di Serie C Silver.[11]

### Impianti sportivi
- Maurizio Melli in Via Cina, 91